# گوارای (برزیل)
گوارای (به پرتغالی: Guaraí) یک منطقهٔ مسکونی در برزیل است که در توکانتینس واقع شده‌است. گوارای ۲۶٬۱۶۵ نفر جمعیت دارد.